# Eudorylas atratus
Eudorylas atratus är en tvåvingeart som först beskrevs av de Meijere 1914.  Eudorylas atratus ingår i släktet Eudorylas och familjen ögonflugor. Inga underarter finns listade i Catalogue of Life.